# Carrión
Pour les articles homonymes, voir Carrion.
Le Carrión est une rivière espagnole de la communauté autonome de Castille-et-León, dans la province de Palencia, affluent du Pisuerga, donc sous-affluent du fleuve le Douro.

## Géographie

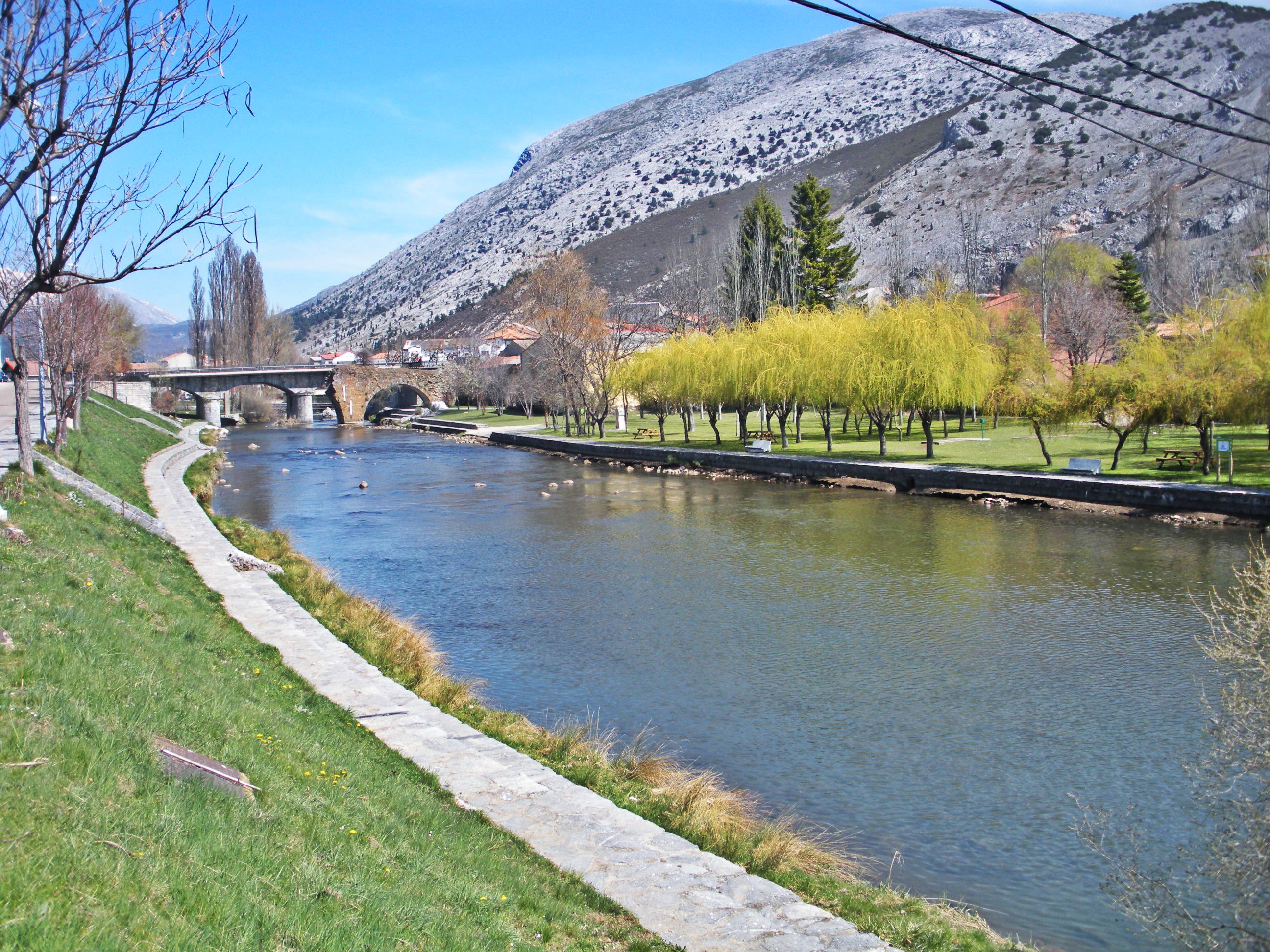
Río Carrión bei Velilla del Río Carrión.

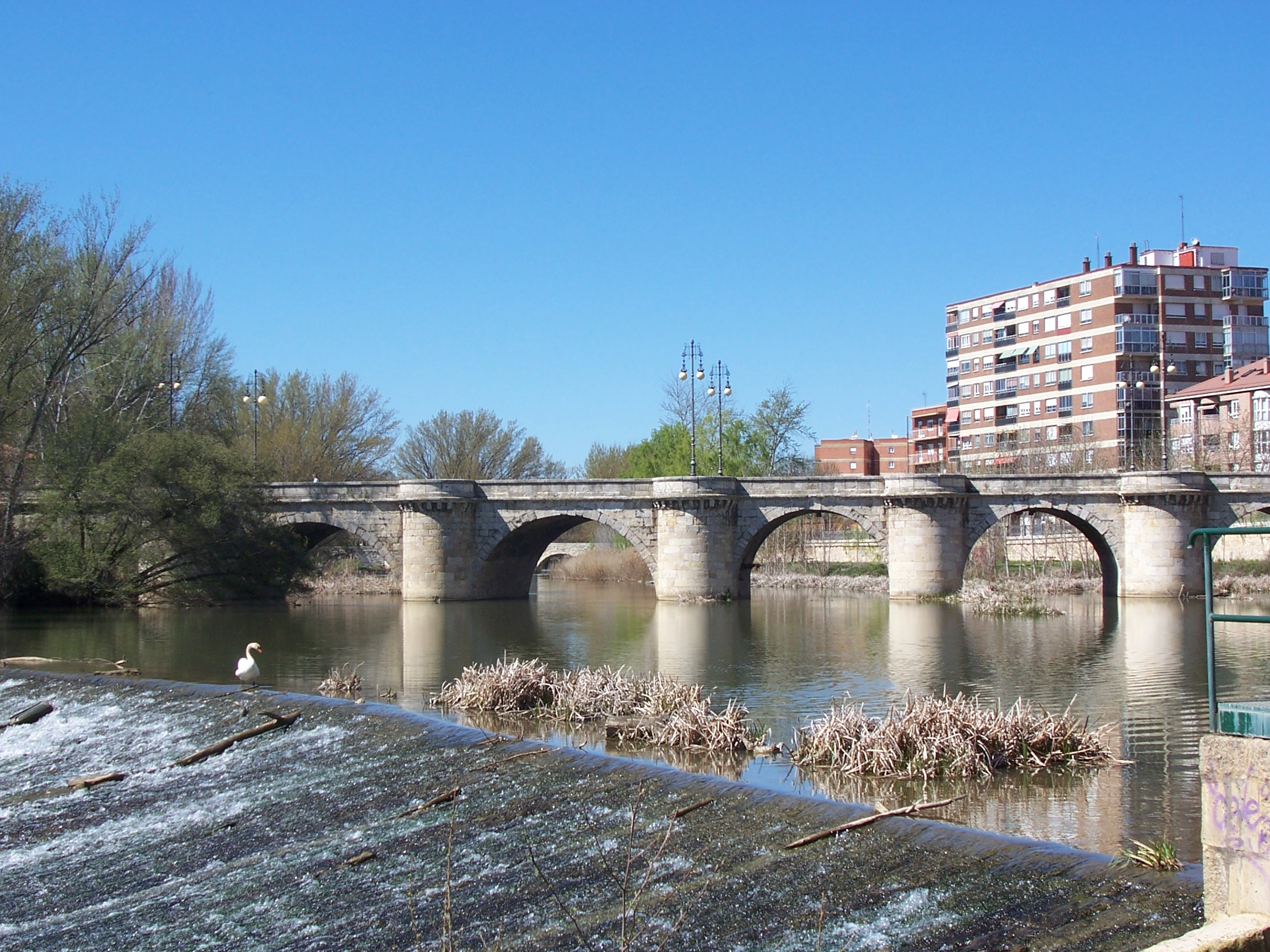
Río Carrión in Palencia.

Le confluent se situe à Dueñas, dans la province de Palencia au nord-ouest de l'Espagne. La longueur du cours d'eau est de 179 km[réf. nécessaire].

### Communes traversées
- Velilla del Río Carrión
- Guardo
- Saldaña
- La Serna
- Villoldo
- Carrión de los Condes
- Monzón de Campos
- Palencia
- Villamuriel de Cerrato

### Bassin versant
Son bassin versant est de 3 351 km2[réf. nécessaire].

## Affluents
- le Rio Cueza (rd), 53 km
- le Rio Ucieza (rg) 71 km
- le Rio Valdeginate (rd), 70 km

## Hydrologie
Son module est de 20,83 m3/s[réf. nécessaire].

## Aménagements et écologie

### Barrages ou Réservoirs
- Réservoir de Camporredondo : capacité 70 hm3 superficie 388 ha
- Réservoir de Compuerto : capacité 95 hm3 superficie 376 ha